# Elly Winter (Eiskunstläuferin)

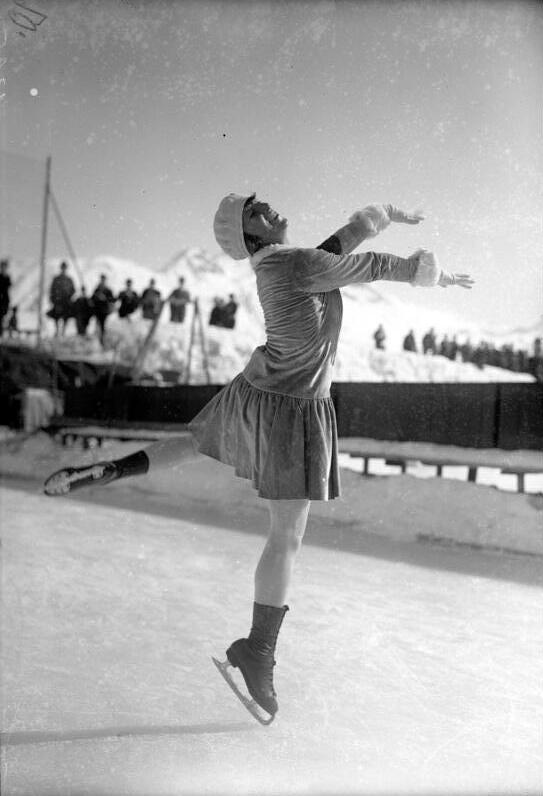
Elly Winter im Jahr 1928

Elaine „Elly“ Winter (* 31. Dezember 1895; † nach 1928) war eine deutsche Eiskunstläuferin und Deutsche Meisterin 1919, 1920 und 1922 bei den Damen.
Sie repräsentierte den Berliner Schlittschuhclub. Sie nahm 1928 an den Olympischen Winterspielen teil und wurde dort 18.
Elly Winter starb an den Folgen einer Operation.

## Erfolge/Ergebnisse
| Wettbewerb/Wintersaison  | 1919 | 1920 | 1921 | 1922 | 1923 | 1924 | 1925 | 1926 | 1927 | 1928 |
| ------------------------ | ---- | ---- | ---- | ---- | ---- | ---- | ---- | ---- | ---- | ---- |
| Olympische Winterspiele  | -    | -    | -    | -    | -    | -    | -    | -    | -    | 18.  |
| Deutsche Meisterschaften | 1.   | 1.   |      | 1.   |      |      |      |      |      |      |